# Еміль Вахек
Еміль Вахек (чеськ. Emil Vachek, 2 лютого 1889, Градець-Кралове — 1 травня 1964, Прага) — чеський письменник-фантаст, драматург та автор детективних творів. Він є автором першого героя серії детективних творів у чеській літературі — детектива Клубічка.

## Біографія
Еміль Вахек народився у Градець-Кралове, де закінчив місцеву гімназію. З 1906 року він жив у Празі, де спочатку навчався у приватній комерційній академії, проте невдовзі він полишив навчання, та розпочав займатися літературою і журналістикою. З 1911 року він працював редактором газети «Právo lidu», пізніше також співробітничав із іншими виданнями: «Literární noviny», «Pramen», «Nová svoboda», «Sport», «Kopřivy», «Pestré květy». У 30-х роках ХХ століття він також співпрацював із видавництвами «Sfinx» та «ELK».
Після Другої світової війни Еміль Вахек, незважаючи на зміну влади, продовжив активну і плідну літературну діяльність, і надалі користуючись популярністю серед читачів. Помер письменник 1 травня 1964 року в Празі.

## Літературна творчість
Еміль Вахек розпочав свою літературну діяльність ще у 1916 році з публікації збірки «За фронтом» (чеськ. Za frontou), в якому описувалися події Першої світової війни. Свою літературну діяльність Вахек присвятив багатьом жанрам творчості. Він вважається одним із основоположників чеського фантастичного роману. Найвідомішим фантастичним твором письменника є утопічний роман «Володар світу» (чеськ. Pán světa), який вийшов друком у 1925 році. У цьому романі оповідається про намір німецько-єврейського підприємця встановити контроль над усім світом, перетворивши його на велетенське підприємство, проте після досягнення контролю над більшістю світу новітній світовий володар гине в результаті народного повстання. Письменник також є автором фантастичних романів «Дванадцять Робінзонів» (чеськ. Dvanáct Robinsonů) та «Хвороба професора Соломітнікова» (чеськ. Nemoc profesora Solomitnikova), які вийшли друком уже після смерті автора, а також збірок фантастичних оповідань.
Еміль Вахек разом із Едуардом Фікером вважаються засновниками чеського детективного жанру. Письменник є автором серії творів про детектива Клубічка, який вважається першим літературним героєм-детективом у чеській літературі. Ця серія розпочалась у 1928 році публікацією роману «Таємниці картинної галереї» (чеськ. Tajemství obrazárny), а закінчилась у 1964 році романом «Баранячий двір» (чеськ. Beranní dvůr). Твори цієї серії неодноразово екранізовувались у Чехословаччині та Чехії, перекладені кількома мовами, у тому числі українською.
У період перед Другою світовою війною творчість письменника набуває рис не лише тонкого опису психології людини, глибинних причин її поступків, як у романі «Бідилко» (чеськ. Bidýlko), а й відрізняється глибоким еротизмом, зокрема у творах «На шляху до небес» (чеськ. Cestou do nebe), «Кохання жебрака» (чеськ. Žebrácká láska), «Сорокалітній» (чеськ. Čtyřicetiletý), «Я жив з незнайомою» (чеськ. Žil jsem s cizinkou). Після Другої світової війни значна частина творчості письменника присвячена опису німецької окупації Чехословаччини, та боротьбі її народу з окупантами.
Еміл Вахек створив також низку драматичних творів, найвідомішими з яких є «Убогий блазень» (чеськ. Ubohý blázen), «Лис Ставинога» (чеськ. Lišák Stavinoha), «Кров не волає про помсту» (чеськ. Krev nevolá o pomstu), «Афера» (чеськ. Aféra).

## Вибрана бібліографія

### Детектив Клубічко
- Таємниці картинної галереї (чеськ. Tajemství obrazárny, 1928)
- Чоловік і тінь (чеськ. Muž a stín, 1932)
- Погана хвилина (чеськ. Zlá minuta, 1933)
- Вікно (чеськ. Okno, 1958)
- Чорна зірка (чеськ. Černá hvězda, 1959)
- Дерев'янна мадонна (чеськ. Dřevěná madonka, 1962)
- Справа про 19 роялів (чеськ. Devatenáct klavírů, 1964)
- Баранячий двір (чеськ. Beranní dvůr, 1964)

### Фантастика
- Володар світу (чеськ. Pán světa, 1925)
- Чорна зірка (чеськ. Černá hvězda, 1959)
- Дванадцять робінзонів (чеськ. Dvanáct Robinsonů, 1969)
- Хвороба професора Соломитникова" (чеськ. Nemoc profesora Solomitnikova)

### Інші прозові твори
- На шляху до небес (чеськ. Cestou do nebe, 1921)
- Ковадло (чеськ. Kovadlina, 1923)
- Бідилко (чеськ. Bidýlko, 1927)
- Сорокалітній (чеськ. Čtyřicetiletý, 1930)
- Кохання жебрака (чеськ. Žebrácká láska, 1934)
- Я жив з незнайомою (чеськ. Žil jsem s cizinkou, 1938)

### Драматургія
- Убогий блазень (чеськ. Ubohý blázen, 1922)
- Лис Ставинога (чеськ. Lišák Stavinoha, 1928)
- Кров не волає про помсту" (чеськ. Krev nevolá o pomstu, 1935, у співавторстві з Франком Тетауером)
- Бенедек (чеськ. Benedek, 1936)
- Піч (чеськ. Pec, 1937)
- Вірна вдова (чеськ. Věrná vdova, 1938)
- Перстень (чеськ. Prsten, 1942)
- Афера (чеськ. Aféra, 1956)